# Mesaphorura petterdassi
Mesaphorura petterdassi är en urinsektsart som först beskrevs av Fjellberg 1988.  Mesaphorura petterdassi ingår i släktet Mesaphorura, och familjen blekhoppstjärtar. Arten är reproducerande i Sverige.